# Cap sur l'avenir
Cap sur l'avenir est un parti politique de centre de Saint-Pierre-et-Miquelon fondé en 2000, proche du PRG jusqu'en 2019 puis du Parti radical, membre de la majorité présidentielle d'Emmanuel Macron.

## Idéologie et positionnement
C'est un parti créé au début des années 2000 pour remplacer le PS comme parti principal de la gauche, en tant que tremplin électoral d'Annick Girardin. Il s'affilie au Parti radical de gauche dans les années 2000. 
Il reste fidèle à ce positionnement jusqu'à la séparation post Mouvement radical (MR) en 2019, où avec la majorité des élus ex PRG, il reste dans au MR. 
En 2021 ce MR est dissout devant l'échec de la réunification radicale, Cap sur l'Avenir choisissant de poursuivre l'aventure avec la relance du Parti radical (valoisien).
En 2022, Cap sur l'avenir soutient la candidature de centre d'Emmanuel Macron dans le cadre du rassemblement autour de sa candidature baptisé Ensemble citoyens pour l'élection présidentielle.

## Résultats électoraux

### Élections municipales à Saint-Pierre
Ce parti fut un parti d'opposition à la municipalité de Saint-Pierre de 2001 à 2020, avant de gagner les élections de 2020 et de remporter 24 élus sur 29; il est le parti d'opposition au Conseil territorial de Saint-Pierre-et-Miquelon, avec 2 élus sur 19 (contre 17 à Archipel demain). 
| Année | 1er tour | 1er tour | 2d tour | 2d tour | Sièges  |
| Année | Voix     | %        | Voix    | %       | Sièges  |
| ----- | -------- | -------- | ------- | ------- | ------- |
| 2008  | 856      | 30,34    | 895     | 28,48   | 4 / 29  |
| 2014  | 1 330    | 47,06    |         |         | 7 / 29  |
| 2020  | 1 486    | 61,68    |         |         | 24 / 29 |

### Élections municipales à Miquelon-Langlade
À Miquelon-Langlade, le Ministère de l'Intérieur n'avait enregistré aucune liste partisane pour les élections de 2014, mais le maire élu en octobre 2020 Franck Detcheverry, est membre de Cap sur l'Avenir. 

### Élections territoriales
Ce parti local est fondé en soutien à la liste dirigée par Annick Girardin lors des élections cantonales de 2000, où il finit troisième mais remporte deux élus, dont sa tête de liste.
Il représente alors le centre-gauche local, elle-même étant membre depuis 1999 du Parti radical de gauche, avec quelques militants des Verts.
Il n'a jamais remporté le conseil territorial, remporté en 2000 par la liste "Défense des Intérêts de l’Archipel" de Marc Plantegenest (app. PS), puis en 2006, 2012, 2017 par Stéphane Artano (DVD) et 2022 Bernard Briand (DVD), têtes de liste d'Archipel demain.
| Année | 1er tour | 1er tour | 2d tour | 2d tour | Sièges |
| Année | Voix     | %        | Voix    | %       | Sièges |
| ----- | -------- | -------- | ------- | ------- | ------ |
| 2000  | 868      | 25,98    | 838     | 25,24   | 2 / 19 |
| 2006  | 939      | 30,37    |         |         | 2 / 19 |
| 2012  | 1 749    | 47,45    |         |         | 4 / 19 |
| 2017  | 988      | 29,83    |         |         | 2 / 19 |
| 2022  | 1 231    | 36,97    | 1 466   | 38,13   | 4 / 19 |

### Élections législatives
Après un échec en 2002, le parti renforce sa position en supplantant les socialistes divisés entre Karine Claireaux et Marc Plantegenest lors des législatives de 2007, où Annick Girardin devient la première femme députée de Saint-Pierre et Miquelon. Elle est réélue en 2012, 2014 et 2017.
| Année | 1er tour | 1er tour | 2d tour | 2d tour | Sièges |
| Année | Voix     | %        | Voix    | %       | Sièges |
| ----- | -------- | -------- | ------- | ------- | ------ |
| 2002  | 465      | 14,75    |         |         | 0 / 1  |
| 2007  | 966      | 31,06    | 1 816   | 51,27   | 1 / 1  |
| 2012  | 1 675    | 65,53    |         |         | 1 / 1  |
| 2014  | 1 342    | 59,91    |         |         | 1 / 1  |
| 2017  | 1 209    | 41,59    | 1 886   | 51,87   | 1 / 1  |
| 2022  | 473      | 17,90    |         |         | 0 / 1  |

## Élus
- Annick Girardin, députée depuis 2007 (réélue en 2012, lors d'une législative partielle en 2014 et en 2017), membre du Conseil territorial de Saint-Pierre-et-Miquelon de 2000 à 2017.

1. Ministre du développement du 9 avril 2014 au 11 février 2016 dans le gouvernement Valls.
2. Ministère des Outre-mer du 17 mai 2017 au 6 juillet 2020 sous le gouvernement Philippe.
3. Ministre de la Mer depuis le 6 juillet 2020 dans le gouvernement Castex.

- Jean-Marc Ruel, sénateur depuis 2024, élu au conseil municipal de Saint-Pierre depuis 2020.
- Stéphane Claireaux, député (en tant que suppléant de la ministre Annick Girardin) depuis le 30 juillet 2014.

- Yannick Cambray, membre du conseil territorial de Saint-Pierre-et-Miquelon de 2006 à 2012 et maire de la ville de Saint-Pierre depuis le 25 mai 2020.

- Franck Detcheverry, maire de Miquelon-Langlade depuis 2020.

- Catherine Pen, suppléante d'Annick Girardin en 2007 et en 2012, devenue brièvement députée avant sa démission pour raisons de santé, et membre du conseil territorial de Saint-Pierre-et-Miquelon de 2012 à 2017.
- David Dodeman, membre du conseil exécutif du conseil territorial de Saint-Pierre-et Miquelon de 2012 à 2017.
- Gildas Morel, membre du conseil territorial de Saint-Pierre-et-Miquelon de 2012 à 2017.
- Matthew Reardon, membre du conseil territorial de Saint-Pierre-et-Miquelon depuis 2017.
- Tatiana Urtizbéréa, membre du conseil territorial de Saint-Pierre-et-Miquelon depuis 2017.